# Bak (Einheit)
Bak war eine Volumeneinheit für Korallensteine und Schiffsballast, die in der niederländischen Ostindien-Region Batavia im 18. Jahrhundert verwendet wurde.
- 1 Bak = 12 Fuß Breite mal 12 Fuß Länge mal 6 Fuß Höhe = 864 Kubikfuß (rheinländ.) (etwa 26,7 Kubikmeter)